# 広島高等歯科衛生士専門学校
広島高等歯科衛生士専門学校（ひろしまこうとうしかえいせいしせんもんがっこう）とは、広島県広島市に所在する専門学校。

## 所在地
広島県広島市東区二葉の里三丁目2番4号

## 沿革
- 昭和32年 - 開校